# USS Donald Cook (DDG-75)
L'USS Donald Cook (DDG-75) est un destroyer américain de la classe Arleigh Burke, commissionné le 4 décembre 1998 et actuellement en service dans la United States Navy, faisant partie du Carrier Strike Group Eight. Il est nommé d'après le colonel Donald Cook (1934-1967), un prisonnier de guerre américain mort en captivité pendant la guerre du Viêt Nam. Il a été construit au chantier naval Bath Iron Works dans le Maine. Son port d'attache est la base navale de Rota à Rota (Cadix) en Espagne.

## Histoire du service
Il a participé en 2003 à l'opération Liberté irakienne. Le 12 avril 2014, alors qu'il est déployé en mer Noire dans le contexte de la crise de Crimée, il est survolé à plusieurs reprises de très près par un Soukhoï Su-24 russe, non-armé. Une histoire inventée pour un site parodique russe a été reprise par certains médias affirmant que le Su-24, portant des équipements mis à niveau de guerre électronique, fut en mesure de bloquer le système Aegis.
Le 13 avril 2016, la marine américaine a publié des images vidéos montrant deux Su-24 russes effectuant une manœuvre simulée d'attaque en survolant de près le destroyer à 70 milles marins (130 km) au large de Kaliningrad, dans la mer Baltique. Cette manœuvre a été suivi par le survol à sept reprises d'un Kamov Ka-27 au-dessus du destroyer.